# كلايتون كيلر
كلايتون كيلر (بالإنجليزية: Clayton Keller)‏ هو لاعب هوكي الجليد أمريكي، ولد في 29 يوليو 1998 في تشيسترفيلد في الولايات المتحدة.

## وصلات خارجية
- كلايتون كيلر على موقع دوري الهوكي الوطني (الإنجليزية)
- كلايتون كيلر على موقع EliteProspects.com (الإنجليزية)
- كلايتون كيلر على موقع HockeyDB.com (الإنجليزية)
- كلايتون كيلر على موقع Hockey-Reference.com (الإنجليزية)